# Дера-Исмаил-Хан (пограничный регион)

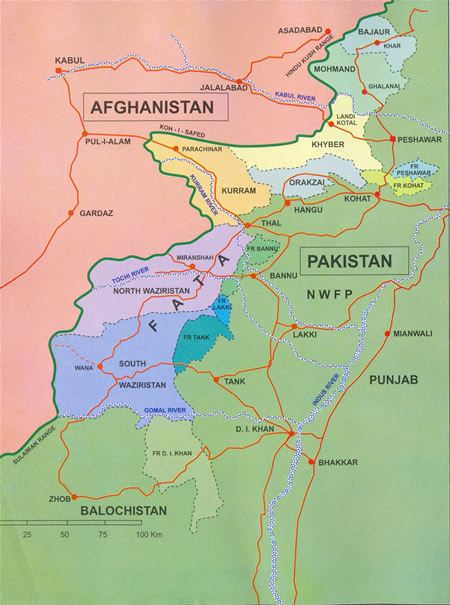
Пограничные регионы и Федерально управляемые племенные территории.

Дера-Исмаил-Хан (англ. Frontier Region Dera Ismail Khan) — пограничный регион, представляет собой небольшую административную единицу в Федерально управляемой племенной территории в Пакистане. Регион граничит с одноимённым округом на юго-востоке, с округом Жоб на северо-востоке и агентством Южный Вазиристан на севере. Регион находится в ведении офицера районной координации округа Дера-Исмаил-Хан. Общее управление пограничных регионов осуществляется через секретариат племенных территорий, расположенный в городе Пешаваре.

## География и климат
Регион расположен на холмистой части Сулеймановых гор.

## Демография
Основное племя пуштунов в регионе — Бхиттани.